# 岡崎夏子
岡崎 夏子（おかざき なつこ、1908年8月1日 - 没年不明）は、日本の女優。
新東宝、大映を経て、東京俳優生活協同組合に所属していた。

## 出演作品

### テレビドラマ

#### NHK
- 赤ひげ 第19話「ひとり」（1972年） - うめ
- 土曜ドラマ / 男たちの旅路 第4部 第1話「流氷」（1979年） - 主婦
- 大河ドラマ
  - 獅子の時代（1980年） - 老婆
  - おんな太閤記（1981年） - 老婆
  - 春の波涛（1982年） - 老婆
  - いのち 第14話「父と娘」（1986年）
- 風神の門 第12話「城壁に死す」（1980年）
- 連続テレビ小説 / おしん 第149、150話（1984年） - 露店の老人
- 日本の面影 第1話「ニューオーリンズにて」（1984年）
- ドラマ人間模様 / シャツの店 第5話（1986年）

#### 日本テレビ
- 月曜スター劇場 / 冬物語 第6話「冷たい波紋」（1972年） - 植村家女中
- 愛のサスペンス劇場 / 母絶唱（1975年）
- 金曜劇場 / 前略おふくろ様 第1シリーズ 第6話（1976年） - 賄婦
- 太陽にほえろ!
  - 第260話「宝くじ」（1977年）
  - 第269話「みつばちの家」（1977年）
  - 第355話「ボス」（1979年）
  - 第391話「黄色いボタン」（1980年）
  - 第459話「サギ師入門」（1981年）
  - 第554話「シルバー・シート」（1983年）
- 新五捕物帳 第11話「心に結ぶ草の露」（1977年） - 座女
- 希望の大地 -75万人の日系ブラジル移民－-（1978年）
- 大都会 PARTIII 第34話「ストリート・ガール」（1979年）
- 俺はおまわり君 第2話「わからない、女心は…」（1981年）
- 陽あたり良好! 第1話「ひだまり荘の下宿人」（1982年）
- 土曜グランド劇場 / 天まであがれ! パート2 第13話（1983年）
- 星雲仮面マシンマン 第30話「赤い鬼のすむ村」（1984年）
- 火曜サスペンス劇場 / 裁かれた絆（1985年）

#### TBS
- 土曜日の虎 第12話「非常階段」（1966年） - 掃除婦
- タケダアワー / 怪奇大作戦 第26話「ゆきおんな」（1969年） - 女中
- 東芝日曜劇場
  - つゆのひぬま（1973年）
  - 裏長屋愛妻記（1974年）
  - あしたの海（1977年）
  - びっくり箱（1977年）
  - 松本清張おんなシリーズ・馬を売る女（1978年）
  - 鳩のいる風景（1988年）
- ブラザー劇場 / 刑事くん 第2部 第15話「父さんの背広」（1973年）
- 水曜劇場 / 寺内貫太郎一家 第10話（1974年） - お松
- 夜明けの刑事
  - 第4話「手錠のままの駆け落ち」（1974年）
  - 第30話「バクチの好きな夫に気をつけろ!!」（1975年）
- バーディー大作戦 第37話「ヌードモデル コネクション」（1975年）
- 新選組始末記 第6話「天神橋事件」（1977年）
- 仮面ライダー (スカイライダー) 第43話「怪談シリーズ 耳なし芳一 999の耳」（1980年） - 老婆
- 野々村病院物語II
  - 第9話（1982年）
  - 第13話「男の闘い」（1983年）
- 毎度おさわがせします 第2シリーズ 第12話「お風呂でデート」（1986年） - おばあちゃん

#### フジテレビ
- 東京タワーは知っている 第26話「花咲く丘」（1961年） - 婆や
- スペクトルマン 第46話「死者からの招待状」、第47話「ガマ星人攻撃開始!!」（1971年） - 老婆
- 浮世絵 女ねずみ小僧 第2シリーズ 第3話「無法者の掟」（1972年）
- アイちゃんが行く! 第3話「ママチックなひと」（1972年）
- 戦国ロック はぐれ牙 第6話「本所おいてけ堀」（1973年）
- 怪人二十面相 第1話「帰ってきた二十面相」（1977年）
- 江戸の旋風 第3シリーズ 第5話「本所おいてけ堀」（1977年）
- 騎馬奉行 第26話「新しき旅立ち」（1980年）
- ナショナル木曜劇場 / 男の家庭科 第12話「君、遠くが見えますか?」（1985年）
- 加トちゃんケンちゃんごきげんテレビ / THE DETECTIVE STORY 第3話「美人妻はどこへ? 尾行大作戦」（1986年）
- 金曜おもしろバラエティ / 心はロンリー気持ちは「…」III（1986年）

#### テレビ朝日
- 特別機動捜査隊
  - 第371話「下町の虹」（1968年）
  - 第511話「黒い血」（1971年） - おかみ
  - 第545話「汚れた太陽」（1972年） - お時
  - 第647話「三船の野郎が憎い」（1974年） - 佳子
  - 第657話「華麗なる挑戦状」（1974年） - おかみさん
  - 第660話「結婚七年目」（1974年） - 房江
  - 第675話「疑惑の夜」（1974年） - お米
  - 第690話「泥水の流れの中で」（1975年） - 老婆
- 荒野の用心棒 第25話「廃墟の宿に母恋唄が聞えて…」（1973年） - めしやのおかみ
- 5年3組魔法組 第4話「一生一代の大ピンチ」（1977年）
- 俺はあばれはっちゃく 第19話「特ダネ記者だマルヒ作戦」（1979年）
- 西部警察
  - 西部警察 (PART1)
    - 第6話「横浜銃撃戦」（1979年）
    - 第7話「暴走刑事を撃て」（1979年）
    - 第32話「俺の愛した小さい奴」（1980年）
    - 第120話「消えた白バイ隊の謎」（1982年）

  - 西部警察 PART-III 第45話「幻の銀バッジ」（1984年）
- 土曜ワイド劇場 / 瀬戸内殺人海流 帰らない女（1980年）
- 特捜最前線
  - 第280話「黙秘する女!」（1982年）
  - 第447話「遅れてきたXマス・密告電話の女!」（1985年）

### 映画
- 娘尖端エロ感時代 第一篇 私の命は指先よ（1930年、日活）
- 暁の追跡（1950年、新東宝） - 中年の婦人
- 東尋坊の鬼（1954年、新東宝） - バーのマダム
- 森繁の新入社員（1955年、新東宝） - アパートの小母さん
- たそがれ酒場（1955年、新東宝） - 年輩の男の二号
- 森繁のやりくり社員（1955年、新東宝） - アパートの母親
- リオの情熱（1955年、新東宝） - 美奈子の叔母
- 美女決闘（1955年、新東宝） - おちか（鍵屋の清三郎の乳母）
- 赤城の血祭（1955年、新東宝） - お寅
- 風流交番日記（1955年、新東宝）
- 関の弥太ッぺ（1955年、新東宝） - 餅屋の婆さん
- 金語楼の兵隊さん（1956年、新東宝） - お里婆さん
- 大学の剣豪 京洛の暴れん坊（1956年、新東宝） - むらさきの女将
- 銀河の都（1957年、大映） - 稽古場の婆や
- 湖水物語（1957年、大映） - ゆき
- 猫は知っていた（1958年、大映） - 広田文具店のおかみ
- 渇き（1958年、大映） - 大宿のおばさん
- 別れたっていいじゃないか（1958年、大映） - のぶ
- 秘めたる一夜（1959年、大映） - 森川の妻
- たそがれの東京タワー（1959年、大映） - 沢女史
- 薔薇の木にバラの花咲く（1959年、大映） - たみ子
- 女の教室（1959年、大映） - きよ
- 暴風圏（1959年、大映） - 掃除婦
- 殺されたスチュワーデス 白か黒か（1959年、大映） - 四谷アパートの小母さん
- 素敵な野郎（1960年、大映） - アパート管理人のおばさん
- お伝地獄（1960年、大映） - お虎
- 手錠にかけた恋（1961年、大映） - 東北のおばさん
- 五人の突撃隊（1961年、大映） - 仲人
- ある関係（1962年、大映） - お春
- 江梨子（1962年、大映） - お咲
- 閉店時間（1962年、大映）
- 黒の札束（1963年、大映） - 下宿のおかみ
- 赤い水（1963年、大映） - 夫人
- 温泉女中（1963年、大映） - みどり軒のおばさん
- 末は博士か大臣か（1963年、大映） - タバコ屋の主婦
- 獣の戯れ（1964年、大映） - 農婦
- 続・高校三年生（1964年、大映） - おかみさん
- 制服の狼（1964年、大映） - とく
- 裏階段（1965年、大映） - 病気の子供の母
- 妻の日の愛のかたみに（1965年、大映） - おばさん
- わが愛を星に祈りて（1966年、大映） - かつぎ屋のおばさん
- 愛の手紙は幾歳月（1966年、大映） - 村の人
- 白い巨塔（1966年、大映） - 亀山君子
- 夜の罠（1967年、大映） - 飲み屋の女将
- にせ刑事（1967年、大映） - 下宿の小母さん
- 夜の縄張り（1967年、大映） - アパートの管理人
- あしたの太陽（1973年、シナノ企画） - 叔母
- ダブルベッド（1983年、にっかつ）

### その他
- 妻と女の間（1976年、東宝） - 方言指導